# 田村麻美
田村 麻美（たむら まみ、1976年4月23日 - ）は、日本の政治家、労働運動家。国民民主党所属の参議院議員（2期）。UAゼンセンの組織内議員である。

## 来歴
東京都板橋区出身で、生後半年で両親の実家がある広島県へ移住する。広島大学附属東雲小学校、広島女学院中学校、広島女学院高等学校、それぞれを卒業する。
1999年（平成11年）に同志社大学神学部を卒業し、ジャスコへ入社して岡山県のマックスバリュ児島店デイリー売場に配属される。
2002年（平成14年）イオンリテール労働組合（イオンリテールワーカーズユニオン）の非専従役員となる。
2006年（平成18年）から労働組合の専従役員となる。2011年（平成23年）から全国繊維化学食品流通サービス一般労働組合同盟（UAゼンセン）の役員を務める。
2016年（平成28年）UAゼンセンの政策委員会委員となる。
2018年（平成30年）6月6日にUAゼンセンは、田村を翌年の参院選比例区に国民民主党から立候補させると発表した。
2019年（令和元年）7月21日に行われた第25回参議院議員通常選挙比例区に国民民主党公認で立候補し、260,324票を得て、党内1位で当選した。
2020年（令和2年）9月1日、産業別労働組合の支援を受ける国民民主党の田村麻美（UAゼンセン）、川合孝典（同）、礒﨑哲史（自動車総連）、古本伸一郎（同）、濱口誠（同）、浅野哲（電機連合）、矢田稚子（同）、小林正夫（電力総連）、浜野喜史（同）ら組織内国会議員9人は、立憲民主党と国民民主党が合流する新党に参加しないと報じられたが、玉木雄一郎を中心とする新「国民民主党」に加わる国会議員の募集が締め切られる9月7日に矢田、浅野、小林、浜野の4人が入党を決め、田村は無所属で活動する。10月20日に田村と同じくUAゼンセン出身議員で無所属で活動する川合も国民民主党に入党した。
2021年3月24日に礒﨑哲史、濱口誠と共に（新）国民民主党へ入党した。
2024年12月28日、翌年7月の第27回参議院議員通常選挙の参議院比例区公認候補として擁立することが国民民主党から発表された。2025年7月20日の投開票の結果、205,331票を得て党内1位で再選した。

## 選挙歴
| 当落 | 選挙                     | 執行日         | 年齢 | 選挙区       | 政党         | 得票数     | 得票率 | 定数 | 得票順位 /候補者数 | 政党内比例順位 /政党当選者数 |
| ---- | ------------------------ | -------------- | ---- | ------------ | ------------ | ---------- | ------ | ---- | ------------------ | ---------------------------- |
| 当   | 第25回参議院議員通常選挙 | 2019年07月21日 | 43   | 参議院比例区 | 旧国民民主党 | 26万324票  | 7.47%  | 50   | 1/14               | 1/3                          |
| 当   | 第27回参議院議員通常選挙 | 2025年07月20日 | 49   | 参議院比例区 | 国民民主党   | 20万5331票 |        | 50   | 1/19               | 1/7                          |